# Clara (nombre)
Clara es un nombre propio femenino de origen latino  en su variante en español. Proviene del latín clarus que significa brillante, luminoso.

## Santoral
11 de agosto: Clara de Asís.
- Datos: Q1114146
- Multimedia: Clara (given name) / Q1114146